# جون ويزلي براون
جون ويزلي براون (بالإنجليزية: John Wesley Brown)‏ هو سياسي بريطاني (وحمل سابقاً جنسية المملكة المتحدة لبريطانيا العظمى وأيرلندا)، ولد في 1873، وتوفي في 8 نوفمبر 1944. حزبياً، نشط في حزب المحافظين. في الانتخابات العامة في المملكة المتحدة 1922 ‏، انتخب عضو برلمان المملكة المتحدة الـ32 عن دائرة Middlesbrough East (UK Parliament constituency) ‏ (15 نوفمبر 1922 – 16 نوفمبر 1923).